# Bas Roorda
Bas Roorda (Assen, 13 febbraio 1973) è un ex calciatore olandese, di ruolo portiere.

## Palmarès
- Campionato olandese: 1

PSV: 2007-2008